# Chranišov
Chranišov (do roku 1948 Granesau) je vesnice, část města Nové Sedlo v okrese Sokolov v Karlovarském kraji. Nachází se asi 1,5 kilometru severně od Nového Sedla. Je zde evidováno 69 adres. V roce 2011 zde trvale žilo 281 obyvatel.
Chranišov je také název katastrálního území o rozloze 2,01 km².

## Historie
První písemná zmínka o vesnici pochází z roku 1454.

## Obyvatelstvo
Při sčítání lidu v roce 1921 zde žilo 1 772 obyvatel, z toho 33 Čechoslováků, 1 671 Němců a 68 cizinců. K římskokatolické církvi se hlásilo 1 612 obyvatel, 138 obyvatel k evangelické církvi, jeden k izraelitské církvi a 21 bylo bez vyznání.
| Rok            | 1869 | 1880 | 1890 | 1900  | 1910  | 1921  | 1930  | 1950 | 1961 | 1970 | 1980 | 1991 | 2001 | 2011 | 2021 |
| -------------- | ---- | ---- | ---- | ----- | ----- | ----- | ----- | ---- | ---- | ---- | ---- | ---- | ---- | ---- | ---- |
| Počet obyvatel | 209  | 430  | 949  | 2 018 | 2 168 | 1 772 | 1 599 | 737  | 616  | 298  | 246  | 214  | 225  | 281  | 235  |
| Počet domů     | 32   | 43   | 69   | 99    | 106   | 109   | 127   | 129  | 102  | 66   | 53   | 54   | 55   | 63   | 66   |

## Obecní správa
Při sčítání lidu v letech 1850–1976 Chranišov byl samostatnou obcí, se kterým patřil do okresu Falknov, ale v letech 1921–1930 v okrese Loket, v roce 1950 v okrese Karlovy Vary-okolí a od roku 1961 v okrese Sokolov. Od 1. dubna 1976 je částí města Nové Sedlo v okrese Sokolov.

## Galerie

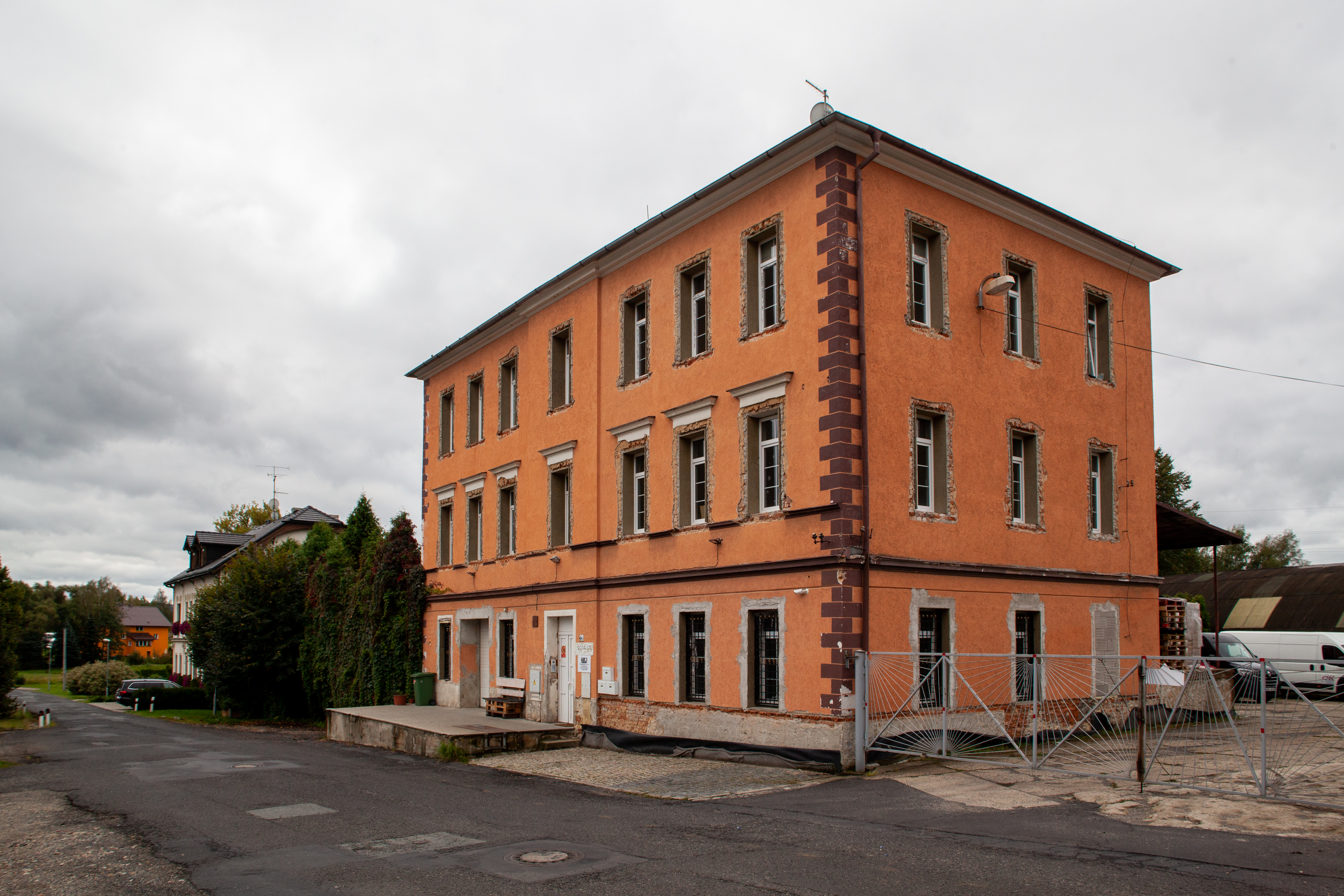
Dům (2020)
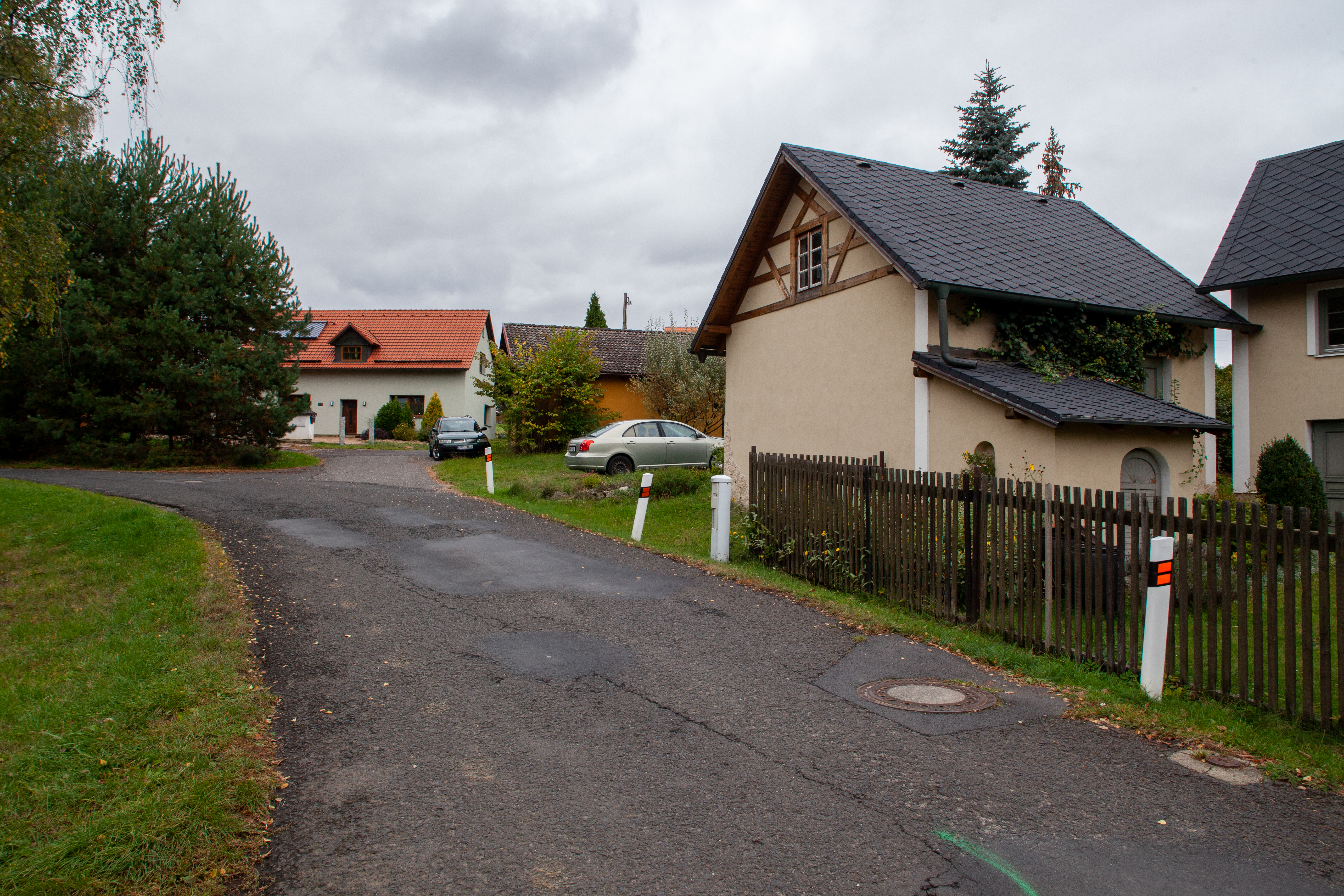
Silnice (2020)
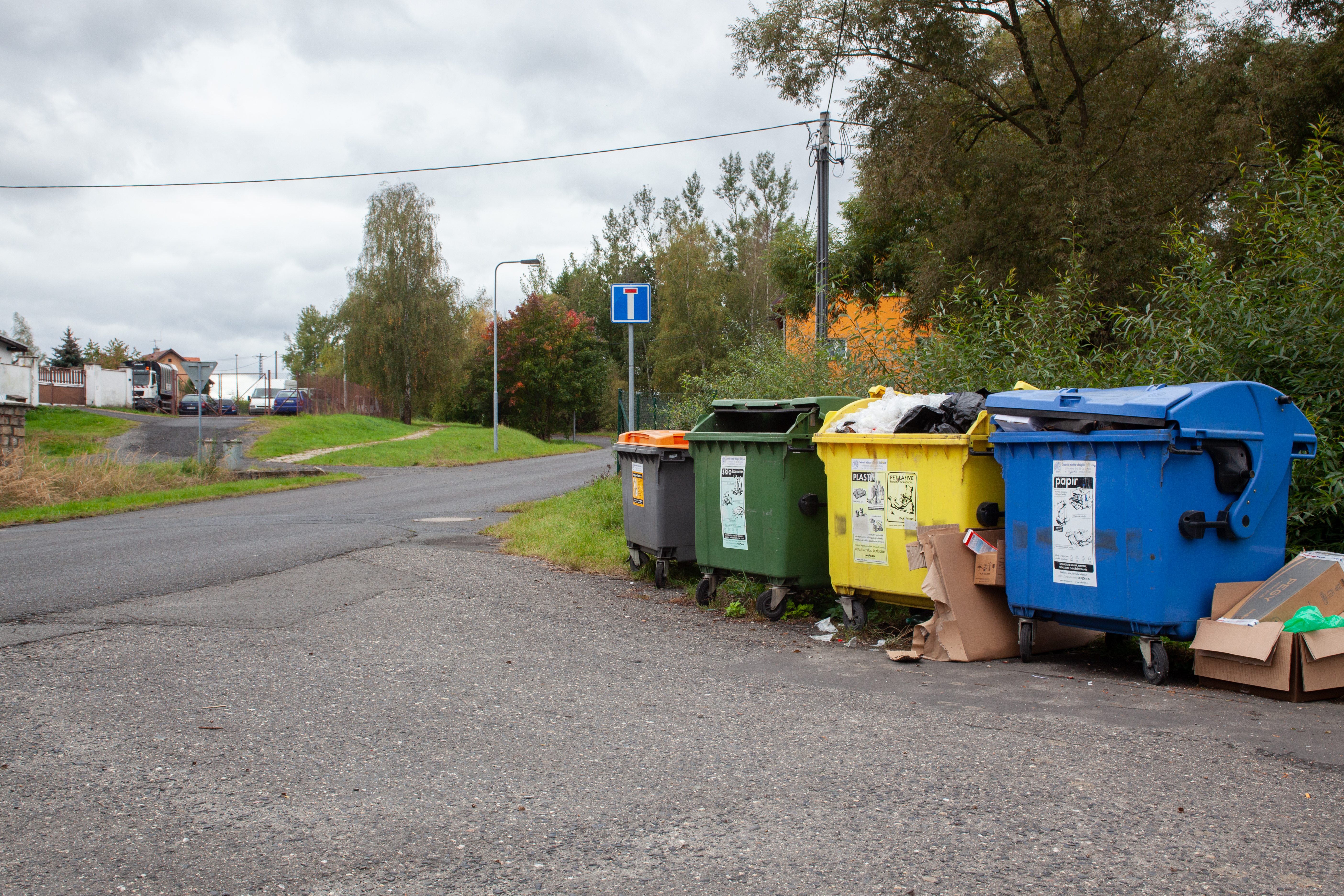
Křižovatka (2020)
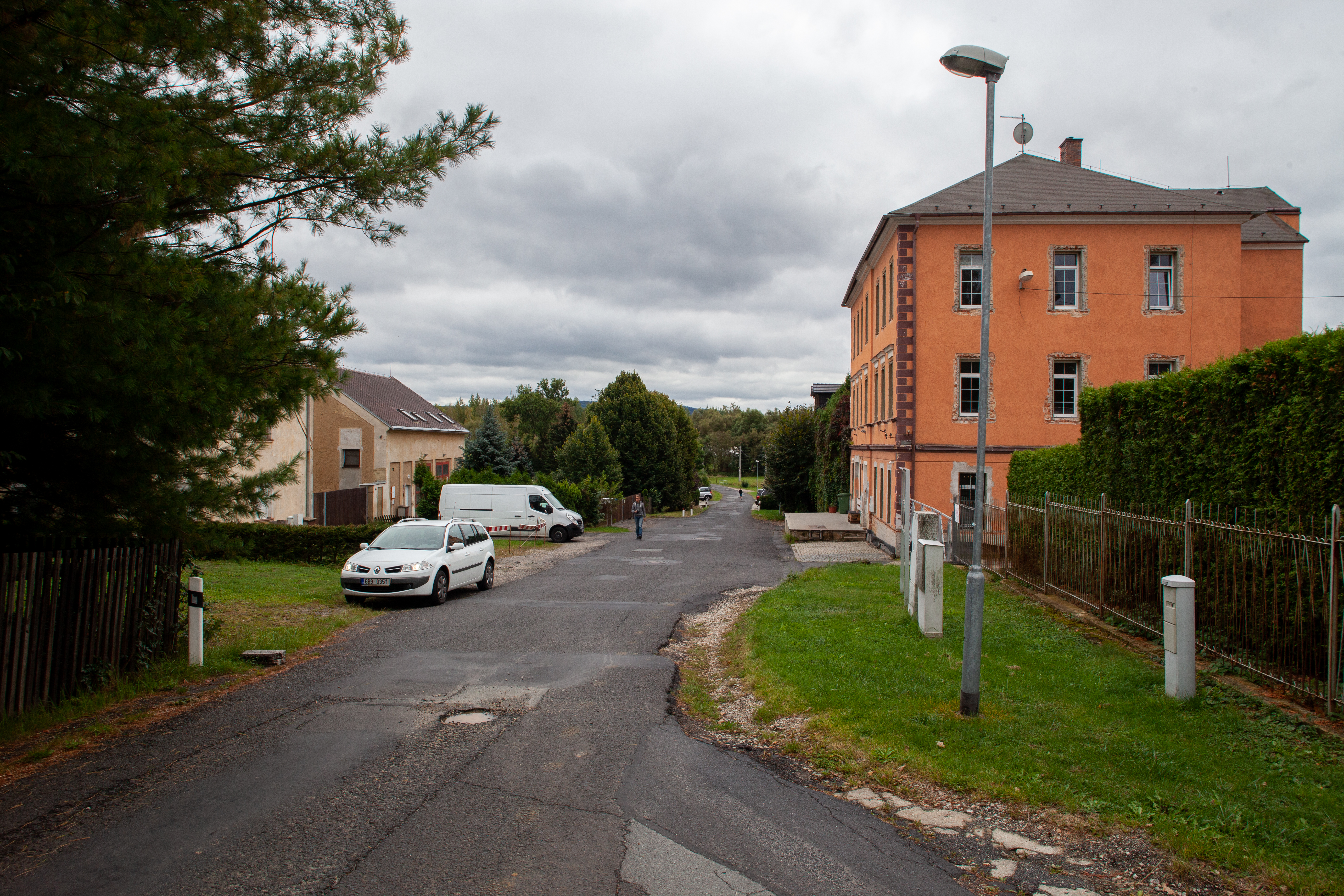
Silnice (2020)